# Sveriges ambassad i Windhoek
Sveriges ambassad i Windhoek var Sveriges diplomatiska beskickning i Namibia mellan 1990 och 2008, belägen i landets huvudstad Windhoek. Beskickningen bestod av en ambassad och ett antal svenskar utsända av Utrikesdepartementet (UD).

## Historia
Ambassaden i Windhoek öppnades 1990 och stängdes 2008.  År 2001–2008 var det personal från Sida som arbetade vid ambassaden, och ambassadören i Pretoria var sidoackrediterad till Windhoek. Sedan dess har ambassaden i Pretoria övertagit hela ansvaret för Namibia.

## Beskickningschefer
| Namn                     | Period    | Funktion   | Ackreditering                                |
| ------------------------ | --------- | ---------- | -------------------------------------------- |
| Sten Rylander            | 1990–1995 | Ambassadör |                                              |
| Ulla Ström               | 1995–1999 | Ambassadör |                                              |
| Gunilla Hesselmark       | 1999–2001 | Ambassadör |                                              |
| Helena Nilsson Lannegren | 2001–2005 | Ambassadör | Sidoackrediterad från ambassaden i Pretoria. |
| Anders Möllander         | 2005–2008 | Ambassadör | Sidoackrediterad från ambassaden i Pretoria. |
| Peter Tejler             | 2008–2012 | Ambassadör | Sidoackrediterad från ambassaden i Pretoria. |
| Anders Hagelberg         | 2012–2016 | Ambassadör | Sidoackrediterad från ambassaden i Pretoria. |
| Cecilia Julin            | 2016–2020 | Ambassadör | Sidoackrediterad från ambassaden i Pretoria. |
| Håkan Juholt             | 2020–     | Ambassadör | Sidoackrediterad från ambassaden i Pretoria. |